# مسابقات فرمول یک فصل ۲۰۲۰
مسابقات قهرمانی جهان فرمول یک فصل ۲۰۲۰ (به انگلیسی: ‎2020 FIA Formula One World Championship‎) یک مسابقهٔ موتوری برنامه‌ریزی‌شده میان خودروهای فرمول یک است که به عنوان هفتاد و یکمین دور از مسابقات قهرمانی جهان فرمول یک برگزار شد. این مسابقات از سوی فدراسیون بین‌المللی اتومبیل‌رانی (فیا)، هیئت حاکم بر ورزش‌های موتوری بین‌المللی، به عنوان بالاترین کلاس برای رقابت میان خودروهای مسابقه‌ای چرخ‌باز قلمداد می‌شود. این مسابقهٔ قهرمانی، که از مارس ۲۰۲۰ آغاز شد و در نوامبر ۲۰۲۰ پایان یافت، قرار بود طی بیست و دو گراند پری برگزار شود که به دلیل همه‌گیری ویروس کرونا به ۱۷ مسابقه تغییر یافت. در آخرین تقویم منتشرشده، این مسابقات از ژوئیه ۲۰۲۰ آغاز شد و تا ماه نوامبر ۲۰۲۰ ادامه داشت. رانندگان برای کسب عنوان رانندهٔ قهرمان جهان، و تیم‌ها برای دستیابی به جایگاه سازندهٔ قهرمان جهان با یکدیگر رقابت کردند.

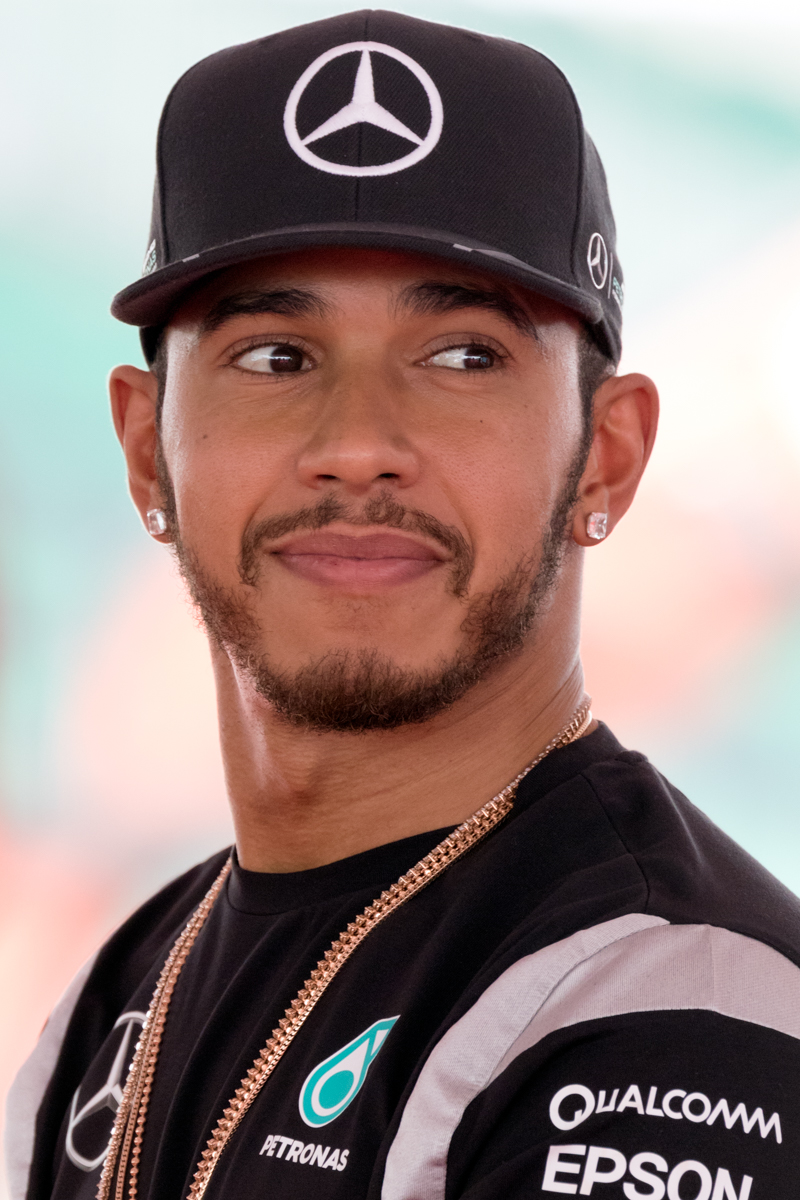
در نهایت تیم شرکت مرسدس-بنز و لوئیز همیلتون از این تیم به قهرمانی این فصل از مسابقات و کسب عنوان سازنده دست یافتند.

## شرکت‌کنندگان
تیم‌ها و رانندگان زیر در حال حاضر برای حضور در مسابقات جهانی ۲۰۲۰ تحت قرارداد هستند. همهٔ تیم‌ها با لاستیک‌های عرضه‌شده توسط پیرلی در مسابقات شرکت می‌کنند.
| سازنده                   | پیشرانه | رانندگان مسابقه | رانندگان مسابقه  | رانندگان مسابقه | رانندگان مسابقه |
| سازنده                   | پیشرانه | شماره           | نام راننده       | مخفف            | م.              |
| ------------------------ | ------- | --------------- | ---------------- | --------------- | --------------- |
| آلفا رومئو ریسینگ-فراری  | فراری   | ۷               | کیمی رایکونن     | RAI             | [ ۲ ]           |
| آلفا رومئو ریسینگ-فراری  | فراری   | ۹۹              | آنتونیو جیوناتزی | GIO             |                 |
| فراری                    | فراری   | ۵               | سباستین فتل      | VET             | [ ۳ ]           |
| فراری                    | فراری   | ۱۶              | شارل لکلرک       | LEC             | [ ۴ ]           |
| هاس-فراری                | فراری   | ۸               | رومن گروژان      | GRO             | [ ۵ ]           |
| هاس-فراری                | فراری   | ۲۰              | کوین مگنوسن      | MAG             | [ ۶ ]           |
| هاس-فراری                | فراری   | ۵۱              | پیترو فیتیپالدی  | FIT             |                 |
| مک‌لارن-رنو               | رنو     | ۴               | لاندو نوریس      | NOR             | [ ۸ ]           |
| مک‌لارن-رنو               | رنو     | ۵۵              | کارلوس ساینز     | SAI             | [ ۹ ]           |
| مرسدس                    | مرسدس   | ۴۴              | لوییس همیلتون    | HAM             | [ ۱۰ ]          |
| مرسدس                    | مرسدس   | ۷۷              | والتری بوتاس     | BOT             | [ ۱۱ ]          |
| مرسدس                    | مرسدس   | ۶۳              | جورج راسل        | RUS             |                 |
| ریسینگ پوینت-مرسدس       | مرسدس   | ۱۱              | سرجیو پرز        | PER             | [ ۱۲ ]          |
| ریسینگ پوینت-مرسدس       | مرسدس   | ۱۸              | لانس استرول      | STR             | [ ۱۳ ]          |
| ریسینگ پوینت-مرسدس       | مرسدس   | ۲۷              | نیکو هولکنبرگ    | HUL             |                 |
| ردبول رسیسنگ-هوندا       | هوندا   | ۳۳              | ماکس فرستاپن     | VER             | [ ۱۴ ]          |
| ردبول رسیسنگ-هوندا       | هوندا   | ۲۳              | الکساندر آلبون   | ALB             |                 |
| رنو                      | رنو     | ۳               | دنیل ریکاردو     | RIC             | [ ۱۵ ]          |
| رنو                      | رنو     | ۳۱              | استبان اوکون     | OCO             | [ ۱۶ ]          |
| اسکودریا آلفاتاوری-هوندا | هوندا   | ۱۰              | پیر گاسلی        | GAS             |                 |
| اسکودریا آلفاتاوری-هوندا | هوندا   | ۲۶              | دانیل کویات      | KVY             |                 |
| ویلیامز-مرسدس            | مرسدس   | ۶               | نیکلاس لطیفی     | LAT             | [ ۱۹ ]          |
| ویلیامز-مرسدس            | مرسدس   | ۶۳              | جورج راسل        | RUS             | [ ۲۰ ]          |
| ویلیامز-مرسدس            | مرسدس   | ۸۹              | جک اتیکن         | AIT             |                 |

### تغییرات در رانندگان
استبان اوکون با رنو قراردادی را امضا کرد و جانشین نیکو هولکنبرگ شد. رابرت کوبیکا در پایان فصل ۲۰۱۹ تیم ویلیامز را ترک کرد و جای خود را به نیکلاس لطیفی داد.

## تقویم

کشورهایی که به عنوان میزبان یک جایزه بزرگ در فصل ۲۰۲۰ انتخاب شده‌اند، با رنگ سبز، و موقعیت پیست‌های مسابقه با نقطهٔ سیاه مشخص شده‌است. کشورهای میزبان سابق نیز با رنگ خاکستری تیره، و موقعیت پیست‌های مسابقهٔ سابق با نقطهٔ سفید مشخص شده‌است.

بیست و دو گراند پری زیر به عنوان بخشی از مسابقات قهرمانی فصل ۲۰۲۰ برنامه‌ریزی شد، ولی به دلیل دنیاگیری کووید-۱۹ به ۱۷ مسابقه رسید. هر مسابقه در کمترین تعداد دورهایی برگزار شد که مجموع مسافت آن‌ها از ۳۰۵ کیلومتر (۱۸۹٫۵ مایل) بگذرد. تقویم زیر اول به عنوان پیش نویس منتشر و بعد به صورت رسمی برگزار شد.
| راند   | گراند پری              | پیست                                     | تاریخ مسابقه |
| ------ | ---------------------- | ---------------------------------------- | ------------ |
| ۱      | گراند پری اتریش        | پیست رد بول، اسپیلبرگ                    | ۵ ژوئیه      |
| ۲      | گراند پری اشتریا       | پیست رد بول، اسپیلبرگ                    | ۱۲ ژوئیه     |
| ۳      | گراند پری مجارستان     | هونگارورینگ، بوداپست                     | ۱۹ ژوئیه     |
| ۴      | گراند پری بریتانیا     | پیست سیلورستون، سیلورستون                | ۲ اوت        |
| ۵      | گراند پری ۷۰مین سالگرد | پیست سیلورستون، سیلورستون                | ۹ اوت        |
| ۶      | گراند پری اسپانیا      | پیست بارسلون-کاتالونیا، بارسلون          | ۱۶ اوت       |
| ۷      | گراند پری بلژیک        | پیست اسپا-فرانکورشان، ستوولو             | ۳۰ اوت       |
| ۸      | گراند پری ایتالیا      | پیست ناتزیوناله مونتزا، مونتزا           | ۶ سپتامبر    |
| ۹      | گراند پری توسکان       | پیست موجلو، اسکارپریا و سن پیرو          | ۱۳ سپتامبر   |
| ۱۰     | گراند پری روسیه        | پیست اتومبیل‌رانی سوچی، سوچی              | ۲۷ سپتامبر   |
| ۱۱     | گراند پری ایفل         | نوربورگ‌رینگ، نوربورگ                     | ۱۱ اکتبر     |
| ۱۲     | گراند پری پرتغال       | پیست بین‌المللی الگاروه، پرتیمائو         | ۲۵ اکتبر     |
| ۱۳     | گراند پری ایمولا       | پیست اتومبیل‌رانی انزو دینو فراری، ایمولا | ۱ نوامبر     |
| ۱۴     | گراند پری ترکیه        | استانبول پارک، توزلا                     | ۱۵ نوامبر    |
| ۱۵     | گراند پری بحرین        | پیست بین‌المللی بحرین، صخیر               | ۲۹ نوامبر    |
| ۱۶     | گراند پری صخیر         | پیست بین‌المللی بحرین، صخیر               | ۶ نوامبر     |
| ۱۷     | گراند پری ابوظبی       | پیست یاس مارینا، ابوظبی                  | ۱۳ دسامبر    |
| منابع: |                        |                                          |              |

### تغییرات در تقویم
لیبرتی مدیا پس از خرید حقوق تجاری این ورزش از شرکای سی‌وی‌سی کپیتال در ژانویه سال ۲۰۱۷، برنامه‌ای را برای گسترش تقویم مسابقات فرمول یک با استفاده از مفهومی که «مسابقات مقصدی» نامیده شده‌است، و نمونهٔ آن در گراند پری سنگاپور نمایان شد، اعلام کرد. بر پایهٔ الگوی «مسابقات مقصدی»، گراند پری‌ها در نزدیکی یا درون مکان‌های مهم گردشگری برپا می‌شوند و عناصر مسابقه، سرگرمی و تعاملات اجتماعی با هدف افزایش جذابیت و قابلیت دسترسی به مسابقات برای طیف وسیع‌تری از مخاطبان، تلفیق می‌شوند. چندین کشور و تعدادی پیست مسابقه برنامهٔ خود برای مزایدهٔ برگزاری گراند پری را اعلام کرده‌اند، که در این میان دو مورد از مزایده‌ها موفقیت‌آمیز بوده‌است:
- گراند پری ویتنام به عنوان اولین مسابقهٔ جدید ایجاد شده تحت مدیریت لیبرتی اعلام شد.[۲۷] مسابقه به تاریخ موقت آوریل ۲۰۲۰ موکول شد و قرار بود در یک پیست خیابانی در پایتخت کشور ویتنام، هانوی برگزار شود.[۲۸] (به دلیل کروناویروس مسابقه امسال لغو شد) ولی به دلیل دستگیری یکی از مسئولان مسابقه، به‌طور کلی برگزار نمی‌شود.
- گراند پری هلند قرار بود در این فصل احیا شود،[۲۹] ولی مسابقهٔ این گراند پری نیز در پیست زندوورت لغو شد.[۳۰][۳۱]

لیبرتی مدیا در ابتدا انتظار داشت که تقویم ۲۰۲۰ شامل بیست و یک گراند پری باشد و هر مسابقهٔ جدید نیز به‌عنوان مسابقهٔ تکمیلی برای مسابقات اصلی برگزار شود، اما پس از مذاکراتی که با تیم‌ها انجام شد، تیم‌ها موافقت کردند که فصل ۲۰۲۰ شامل بیست و دو گراند پری باشد. تغییرات دیگری نیز در ۲۰۲۰ نسبت به تقویم ۲۰۱۹ اعمال شد، از جمله اینکه گرند پری آلمان جایش را به گرندپری ایفل داد و گراند پری مکزیک با عنوان جدید «گراند پری مکزیکوسیتی» معرفی شد. (به دلیل کروناویروس لغو شد)

## تغییرات

### آیین‌نامه‌های ورزشی ورزشی
رانندگانی که در مراحل تمرین آزاد شرکت می‌کنند، واجد شرایط دریافت امتیازهای اضافی گواهینامهٔ ممتاز فیا خواهند بود. هر راننده‌ای که حداقل ۱۰۰ کیلومتر (۶۲ مایل) مسافت را در طی یک مرحلهٔ تمرینی طی کند، به شرط عدم ارتکاب به تخلف در رانندگی، یک امتیاز اضافی برای گواهینامهٔ ممتاز دریافت خواهد کرد. سقف امتیاز گواهینامهٔ ممتاز قابل دریافت از مراحل تمرینی آزاد در طول یک سال برای رانندگان ۱۰ امتیاز است.
برای جبران افزایش نیازهای تیم‌ها برای رقابت در بیست و دو مسابقه، تیم‌های شرکت‌کننده سهمیهٔ اضافی برای استفاده از برخی از اجزای پیشرانه دریافت خواهند کرد.

## نتایج

### جایزه بزرگ‌ها
| راند  | گراند پری               | پول پوزیشن    | سریع‌ترین دور  | رانندهٔ برنده  | سازندهٔ برنده       |
| ----- | ----------------------- | ------------- | ------------- | ------------- | ------------------ |
| ۱     | جایزه بزرگ اتریش        | والتری بوتاس  | لاندو نوریس   | والتری بوتاس  | مرسدس              |
| ۲     | جایزه بزرگ اشتیریا      | لوئیز همیلتون | کارلوس ساینز  | لوئیز همیلتون | مرسدس              |
| ۳     | جایزه بزرگ مجارستان     | لوئیز همیلتون | لوئیز همیلتون | لوئیز همیلتون | مرسدس              |
| ۴     | جایزه بزرگ بریتانیا     | لوئیز همیلتون | مکس ورستپن    | لوئیز همیلتون | مرسدس              |
| ۵     | جایزه بزرگ ۷۰مین سالگرد | والتری بوتاس  | لوئیز همیلتون | مکس ورستپن    | ردبول-هوندا        |
| ۶     | جایزه بزرگ اسپانیا      | لوئیز همیلتون | والتری بوتاس  | لوئیز همیلتون | مرسدس              |
| ۷     | جایزه بزرگ بلژیک        | لوئیز همیلتون | دنیل ریکاردو  | لوئیز همیلتون | مرسدس              |
| ۸     | جایزه بزرگ ایتالیا      | لوئیز همیلتون | لوئیز همیلتون | پیر گاسلی     | آلفاتاوری-هوندا    |
| ۹     | جایزه بزرگ توسکان       | لوئیز همیلتون | لوئیز همیلتون | لوئیز همیلتون | مرسدس              |
| ۱۰    | جایزه بزرگ روسیه        | لوئیز همیلتون | والتری بوتاس  | والتری بوتاس  | مرسدس              |
| ۱۱    | جایزه بزرگ ایفل         | والتری بوتاس  | مکس ورستپن    | لوئیز همیلتون | مرسدس              |
| ۱۲    | جایزه بزرگ پرتغال       | لوئیز همیلتون | لوئیز همیلتون | لوئیز همیلتون | مرسدس              |
| ۱۳    | جایزه بزرگ ایمولا       | والتری بوتاس  | لوئیز همیلتون | لوئیز همیلتون | مرسدس              |
| ۱۴    | جایزه بزرگ ترکیه        | لانس استرول   | لاندو نوریس   | لوئیز همیلتون | مرسدس              |
| ۱۵    | جایزه بزرگ بحرین        | لوئیز همیلتون | مکس ورستپن    | لوئیز همیلتون | مرسدس              |
| ۱۶    | جایزه بزرگ صخیر         | والتری بوتاس  | جورج راسل     | سرجیو پرز     | ریسینگ پوینت-مرسدس |
| ۱۷    | جایزه بزرگ ابوظبی       | مکس ورستپن    | دنیل ریکاردو  | مکس ورستپن    | ردبول-هوندا        |
| منبع: |                         |               |               |               |                    |

### سیستم امتیازدهی
امتیازهای مسابقه به ده رانندهٔ برتر و راننده‌ای که سریع‌ترین زمان را برای طی یک دور پیست به ثبت برساند تعلق می‌گیرد؛ امتیاز مربوط به سریع‌ترین دور پیست تنها در صورتی به راننده داده می‌شود که او در میان ده رانندهٔ برتر مسابقه قرار گیرد. در هر مسابقه امتیازها بر پایهٔ الگوی امتیازدهی زیر به رانندگان تعلق می‌گیرد:
| جایگاه | اول | دوم | سوم | چهارم | پنجم | ششم | هفتم | هشتم | نهم | دهم | س. د |
| ------ | --- | --- | --- | ----- | ---- | --- | ---- | ---- | --- | --- | ---- |
| امتیاز | ۲۵  | ۱۸  | ۱۵  | ۱۲    | ۱۰   | ۸   | ۶    | ۴    | ۲   | ۱   | ۱    |

برای اینکه امتیازهای کامل به شرکت‌کنندگان تعلق گیرد، نفر اول باید حداقل ۷۵٪ از کل مسافت تعیین‌شده برای مسابقه را طی کرده‌باشد؛ به عبارتی اگر پیش از طی شدن ۳⁄۴ از مسافت کلی توسط نفر اول، مسابقه متوقف شود، امتیازها به‌طور کامل تقسیم نخواهد شد. در صورتی که نفر اول حداقل ۲ دور را طی کرده‌باشد اما مجموع مسافت طی‌شده توسط او از ۷۵٪ مسافت کل کمتر باشد، نصف امتیازهای مقرر به شرکت‌کنندگان تعلق خواهد گرفت. امتیاز سریع‌ترین دور پیست تنها در صورتی به راننده می‌رسد که او در میان ده نفر برتر مسابقه قرار بگیرد. در صورتی که دو راننده در انتهای مسابقه نتایج برابر با یکدیگر به‌دست آورند، از یک سیستم شمارش معکوس برای شکستن این برابری استفاده خواهد شد که طبق آن از بهترین نتیجهٔ راننده/سازنده برای تصمیم‌گیری در خصوص جایگاه‌ها استفاده می‌شود.

### رده‌بندی قهرمانی رانندگان
| ۱      | لوئیس همیلتون     | ۴     | ۱       | ۱        | ۱        | ۲     | ۱       | ۱     | ۷       | ۱       | ۳     | ۱    | ۱      | ۱      | ۱     | ۱     |      | ۳      | ۳۴۷    |
| ۲      | والتری بوتاس      | ۱     | ۲       | ۳        | ۱۱       | ۳     | ۳       | ۲     | ۵       | ۲       | ۱     | ب.   | ۲      | ۲      | ۱۴    | ۸     | ۸    | ۲      | ۲۲۳    |
| ۳      | مکس ورستاپن       | ب.    | ۳       | ۲        | ۲        | ۱     | ۲       | ۳     | ب.      | ب.      | ۲     | ۲    | ۳      | ب.     | ۶     | ۲     | ب.   | ۱      | ۲۱۴    |
| ۴      | سرجیو پرز         | ۶     | ۶       | ۷        |          |       | ۵       | ۱۰    | ۱۰      | ۵       | ۴     | ۴    | ۷      | ۶      | ۲     | ۱۸    | ۱    | ب.     | ۱۲۵    |
| ۵      | دنیل ریکاردو      | ب.    | ۸       | ۸        | ۴        | ۱۴    | ۱۱      | ۴     | ۶       | ۴       | ۵     | ۳    | ۹      | ۳      | ۱۰    | ۷     | ۵    | ۷      | ۱۱۹    |
| ۶      | کارلوس ساینز      | ۵     | 9       | ۹        | ۱۳       | ۱۳    | ۶       |       | ۲       | ب.      | ب.    | ۵    | ۶      | ۷      | ۵     | ۵     | ۴    | ۶      | ۱۰۵    |
| ۷      | الکساندر آلبون    | ۱۳    | ۴       | ۵        | ۸        | ۵     | ۸       | ۶     | ۱۵      | ۳       | ۱۰    | ب.   | ۱۲     | ۱۵     | ۷     | ۳     | ۶    | ۴      | ۱۰۵    |
| ۸      | شارل لکلرک        | ۲     | ب.      | ۱۱       | ۳        | ۴     | ب.      | ۱۴    | ب.      | ۸       | ۶     | ۷    | ۴      | ۵      | ۴     | ۱۰    | ب.   | ۱۳     | ۹۸     |
| ۹      | لاندو نوریس       | ۳     | ۵       | ۱۳       | ۵        | ۹     | ۱۰      | ۷     | ۴       | ۶       | ۱۵    | ب.   | ۱۳     | ۸      | ۸     | ۴     | ۱۰   | ۵      | ۹۷     |
| ۱۰     | پیر گاسلی         | ۷     | ۱۵      | ب.       | ۷        | ۱۱    | ۹       | ۸     | ۱       | ب.      | ۹     | ۶    | ۵      | ب.     | ۱۳    | ۶     | ۱۱   | ۸      | ۷۵     |
| ۱۱     | لانس استرول       | ب.    | ۷       | ۴        | ۹        | ۶     | ۴       | ۹     | ۳       | ب.      | ب.    |      | ب.     | ۱۳     | ۹     | ب.    | ۳    | ۱۰     | ۷۵     |
| ۱۲     | استابان اوکون     | ۸     | ب.      | ۱۴       | ۶        | ۸     | ۱۳      | ۵     | ۸       | ب.      | ۷     | ب.   | ۸      | ب.     | ۱۱    | ۹     | ۲    | ۹      | ۶۲     |
| ۱۳     | سباستین فتل       | ۱۰    | ب.      | ۶        | ۱۰       | ۱۲    | ۷       | ۱۳    | ر.ص.    | ۱۰      | ۱۳    | ۱۱   | ۱۰     | ۱۲     | ۳     | ۱۳    | ۱۲   | ۱۴     | ۳۳     |
| ۱۴     | دانیل کویات       | ۱۲    | ۱۰      | ۱۲       | ب.       | ۱۰    | ۱۲      | ۱۱    | ۹       | ۷       | ۸     | ۱۵   | ۱۹     | ۴      | ۱۲    | ۱۱    | ۷    | ۱۱     | ۳۲     |
| ۱۵     | نیکو هولکنبرگ     |       |         |          | DNS      | ۷     |         |       |         |         |       | ۸    |        |        |       |       |      |        | ۱۰     |
| ۱۶     | کیمی رایکونن      | ب.    | ۱۱      | ۱۵       | ۱۷       | ۱۵    | ۱۴      | ۱۲    | ۱۳      | ۹       | ۱۴    | ۱۲   | ۱۱     | ۹      | ۱۵    | ۱۵    | ۱۴   | ۱۲     | ۴      |
| ۱۷     | آنتونیو جوویناتزی | ۹     | ۱۴      | ۱۷       | ۱۴       | ۱۷    | ۱۶      | ب.    | ۱۶      | ب.      | ۱۱    | ۱۰   | ۱۵     | ۱۰     | ب.    | ۱۶    | ۱۳   | ۱۶     | ۴      |
| ۱۸     | جورج راسل         | ب.    | ۱۶      | ۱۸       | ۱۲       | ۱۸    | ۱۷      | ب.    | ۱۴      | ۱۱      | ۱۸    | ب.   | ۱۴     | ب.     | ۱۶    | ۱۲    | ۹    | ۱۵     | ۲      |
| ۱۹     | رومن گروژان       | ب.    | ۱۳      | ۱۶       | ۱۶       | ۱۶    | ۱۹      | ۱۵    | ۱۲      | ۱۲      | ۱۷    | ۹    | ۱۷     | ۱۴     | ب.    | ب.    |      |        | ۲      |
| ۲۰     | کوین مگنوسن       | ب.    | ۱۲      | ۱۰       | ب.       | ب.    | ۱۵      | ۱۷    | ب.      | ب.      | ۱۲    | ۱۳   | ۱۶     | ب.     | ۱۷    | ۱۷    | ۱۵   | ۱۸     | ۱      |
| ۲۱     | نیکلاس لطیفی      | ۱۱    | ۱۷      | ۱۹       | ۱۵       | ۱۹    | ۱۸      | ۱۶    | ۱۱      | ب.      | ۱۶    | ۱۴   | ۱۸     | ۱۱     | ب.    | ۱۴    | ب.   | ۱۷     | ۰      |
| ۲۲     | جک آیتکن          |       |         |          |          |       |         |       |         |         |       |      |        |        |       |       | ۱۶   |        | ۰      |
| ۲۳     | پیترو فیتیپالدی   |       |         |          |          |       |         |       |         |         |       |      |        |        |       |       | ۱۷   | ۱۹     | ۰      |
| Pos.   | راننده            | اتریش | اشتیریا | مجارستان | بریتانیا | ۷۰مین | اسپانیا | بلژیک | ایتالیا | توسکانی | روسیه | ایفل | پرتغال | امیلیا | ترکیه | بحرین | صخیر | ابوظبی | امتیاز |
| منابع: |                   |       |         |          |          |       |         |       |         |         |       |      |        |        |       |       |      |        |        |

| کلیدها  | کلیدها                               |
| رنگ     | نتیجه                                |
| ------- | ------------------------------------ |
| طلایی   | برنده                                |
| نقره‌ای  | جایگاه دوم                           |
| برنزی   | جایگاه سوم                           |
| سبز     | سایر جایگاه‌های امتیازدار             |
| آبی     | سایر جایگاه‌های رده‌بندی شده           |
| آبی     | رده‌بندی نشده، به پایان رسانده (ر.ن.) |
| بنفش    | رده‌بندی نشده، بازنشست (ب.)           |
| قرمز    | عدم احراز صلاحیت (ع.ص.)              |
| قرمز    | عدم احراز صلاحیت اولیه (ع.ص.ا.)      |
| سیاه    | رد صلاحیت شده (ر.ص.)                 |
| سفید    | عدم شروع (ع.ش.)                      |
| سفید    | لغو مسابقه (ل.)                      |
| خالی    | تمرین نکرده (ت.ن.)                   |
| خالی    | محروم شده (م.)                       |
| خالی    | عدم رسیدن (ع.ر.)                     |
| خالی    | کنار کشیده (ک.ک.)                    |
| شکل متن | معنا                                 |
| پررنگ   | پول پوزیشن                           |
| ایتالیک | سریع‌ترین دور                         |